# قادر هودجيتش
قادر هودجيتش (بالسويدية: Kadir Hodzic) هو لاعب كرة قدم سويدي في مركز الدفاع، ولد في 5 أغسطس 1994 في السويد. لعب مع نادي إلفسبورغ.

## وصلات خارجية
- قادر هودجيتش على موقع الاتحاد الأوربي (الإنجليزية)
- قادر هودجيتش على موقع اتحاد السويد (السويدية)
- قادر هودجيتش على موقع قاعدة بيانات كرة القدم.إي يو (الإنجليزية)